# Paul Zanolini
Paul Dominico Zanolini (ur. 13 sierpnia 1898 w Starkville, zm. 8 czerwca 1989 w Los Angeles) – amerykański zapaśnik walczący w stylu klasycznym. Olimpijczyk z Antwerpii 1920, gdzie zajął dziewiąte miejsce w wadze średniej.

## Letnie Igrzyska Olimpijskie 1920
| Konkurencja      | Rundy eliminacyjne          | Klas. końcowa |
| Konkurencja      | II runda                    | Miejsce       |
| ---------------- | --------------------------- | ------------- |
| 75 kg styl wolny | Emiel Vanderleenden (BEL) P | 9.            |